# Odd-Bjørn Hjelmeset
Odd-Bjørn Hjelmeset (Eid, 6 dicembre 1971) è un ex fondista norvegese, specialista della tecnica classica.

## Biografia
Originario di Nordfjordeid, in Coppa del Mondo esordì il 13 marzo 1993 nella 50 km a tecnica classica di Oslo (29°), ottenne il primo podio il 14 marzo 1998 nella medesima gara (2°) e la prima vittoria il 27 novembre 1999 nella 10 km a tecnica classica di Kiruna.
La stagione 1999-2000 fu la prima che vide Hjelmeset costantemente ai vertici nelle gare di Coppa del Mondo, tanto da classificarsi terzo nella classifica generale vinta da Johann Mühlegg, secondo in quella di sprint e quinto in quella di media distanza. Ottenne risultati di rilievo anche nelle stagioni 2000-2001 (5° nella Coppa del Mondo generale, 13° in quella di sprint) e 2006-2007 (5° nella Coppa del Mondo generale, 3° in quella di sprint).
In carriera prese parte a tre edizioni dei Giochi olimpici invernali, Salt Lake City 2002 (20° nella 15 km, 3° nella 50 km), Torino 2006 (27° nella 15 km, 5° nella staffetta) e Vancouver 2010 (17° nella 50 km, 2° nella staffetta) e a sei dei Campionati mondiali, vincendo otto medaglie.

## Palmarès

### Olimpiadi
- 2 medaglie:
  - 1 argento (staffetta a Vancouver 2010)
  - 1 bronzo (50 km a Salt Lake City 2002)

### Mondiali
- 8 medaglie:
  - 5 ori (staffetta a Lathi 2001; staffetta a Oberstdorf 2005; 50 km, staffetta a Sapporo 2007; staffetta a Liberec 2009)
  - 3 bronzi (10 km[1] a Ramsau 1999; 15 km a Lahti 2001; 50 km a Oberstdorf 2005)

### Coppa del Mondo
- Miglior piazzamento in classifica generale: 3º nel 2000
- 30 podi (18 individuali, 12 a squadre[2]), oltre a quello conquistato in sede iridata e valido ai fini della Coppa del Mondo:
  - 13 vittorie (8 individuali, 5 a squadre)
  - 9 secondi posti (5 individuali, 4 a squadre)
  - 8 terzi posti (5 individuali, 3 a squadre)

#### Coppa del Mondo - vittorie
| Data             | Luogo         | Paese     | Disciplina                                                              |
| ---------------- | ------------- | --------- | ----------------------------------------------------------------------- |
| 27 novembre 1999 | Kiruna        | Svezia    | 10 km TC                                                                |
| 28 febbraio 2000 | Stoccolma     | Svezia    | Sprint TC                                                               |
| 8 marzo 2000     | Oslo          | Norvegia  | Sprint TC                                                               |
| 25 novembre 2000 | Beitostølen   | Norvegia  | 15 km TC                                                                |
| 26 novembre 2000 | Beitostølen   | Norvegia  | 4x10 km (con Tore Bjonviken, Kristen Skjeldal e Tor-Arne Hetland)       |
| 1º febbraio 2001 | Asiago        | Italia    | Sprint TL                                                               |
| 27 novembre 2001 | Kuopio        | Finlandia | 4x10 km (con Erling Jevne, Håvard Bjerkeli e Tor-Arne Hetland)          |
| 12 dicembre 2004 | Val di Fiemme | Italia    | 4x10 km (con Jens Arne Svartedal, Frode Estil e Tore Ruud Hofstad)      |
| 20 marzo 2005    | Falun         | Svezia    | 4x10 km (con Jens Arne Svartedal, Kristen Skjeldal e Tore Ruud Hofstad) |
| 22 gennaio 2006  | Oberstdorf    | Germania  | Sprint TC                                                               |
| 11 marzo 2007    | Lahti         | Finlandia | 15 km TC                                                                |
| 17 marzo 2007    | Oslo          | Norvegia  | 50 km TC                                                                |
| 25 marzo 2007    | Falun         | Svezia    | 4x10 km (con Øystein Pettersen, Frode Estil e Petter Northug)           |

Legenda:
TC = tecnica classica
TL = tecnica libera

#### Coppa del Mondo - competizioni intermedie
- 2 podi di tappa:
  - 1 vittoria
  - 1 terzo posto

##### Coppa del Mondo - vittorie di tappa
| Data           | Località      | Nazione | Competizione | Disciplina  |
| -------------- | ------------- | ------- | ------------ | ----------- |
| 5 gennaio 2008 | Val di Fiemme | Italia  | Tour de Ski  | 20 km TC MS |

Legenda:
MS = partenza in linea
TC = tecnica classica
TL = tecnica libera

### Marathon Cup
- Miglior piazzamento in classifica generale: 17º nel 2004
- 2 podi:
  - 2 secondi posti

### Campionati norvegesi
- 8 medaglie:
  - 5 ori (30 km TC nel 2000; 10 km TC, 30 km TL nel 2001; 30 km TC nel 2002; inseguimento nel 2003)
  - 1 argento (inseguimento nel 2002)
  - 2 bronzi (50 km TL nel 2001; inseguimento nel 2007)

## Riconoscimenti
Hjelmeset è stato insignito della Medaglia Holmenkollen nel 2007.